# Верёвочкин, Евгений Иванович
Евгений Иванович Верёвочкин (р. 1934) — Герой Социалистического Труда (1981), бригадир машинистов экскаватора Соколовско-Сарбайского горно-обогатительного комбината имени В.И. Ленина Министерства черной металлургии СССР. Депутат Совета Союза Верховного Совета СССР 11 созыва (1984-1989) от Кустанайской области.

## Биография
Родился 30 августа 1934 года в деревне Чапово, ныне Парфинского района Новгородской области.
После окончания семилетки работал заведующим сельским клубом в Полтавске. В 1956 году переехал в Кустанайскую область Казахской ССР (ныне — Казахстан), работал на Соколовско-Сорбайском горно-обогатительном комбинате слесарем, затем помощником машиниста экскаватора, машинистом экскаватора. В 1980 году добился производительности 5 миллионов 200 тонн выработки руды и скальной породы и 3 миллионов кубометров рыхлой вскрыши.
Указом Президиума Верховного Совета СССР от 2 марта 1981 года за выдающиеся производственные достижения, досрочное выполнение заданий десятой пятилетки и принятых социалистических обязательств по выпуску продукции, улучшению её качества, повышению производительности труда и проявленную трудовую доблесть Верёвочкину Евгению Ивановичу присвоено звание Героя Социалистического Труда с вручением ордена Ленина и золотой медали «Серп и Молот».
С 2002 года проживает в городе Старый Оскол Белгородской области.
Депутат Верховного Совета СССР 11-го созыва (1984—1989 годы), также избирался депутатом местных советов.

## Награды
- Герой Социалистического Труда (1981);
- орден Ленина (1981);
- Медаль «За доблестный труд. В ознаменование 100-летия со дня рождения Владимира Ильича Ленина» (1970);
- другие медали